# Boudewijn I van Lannoy

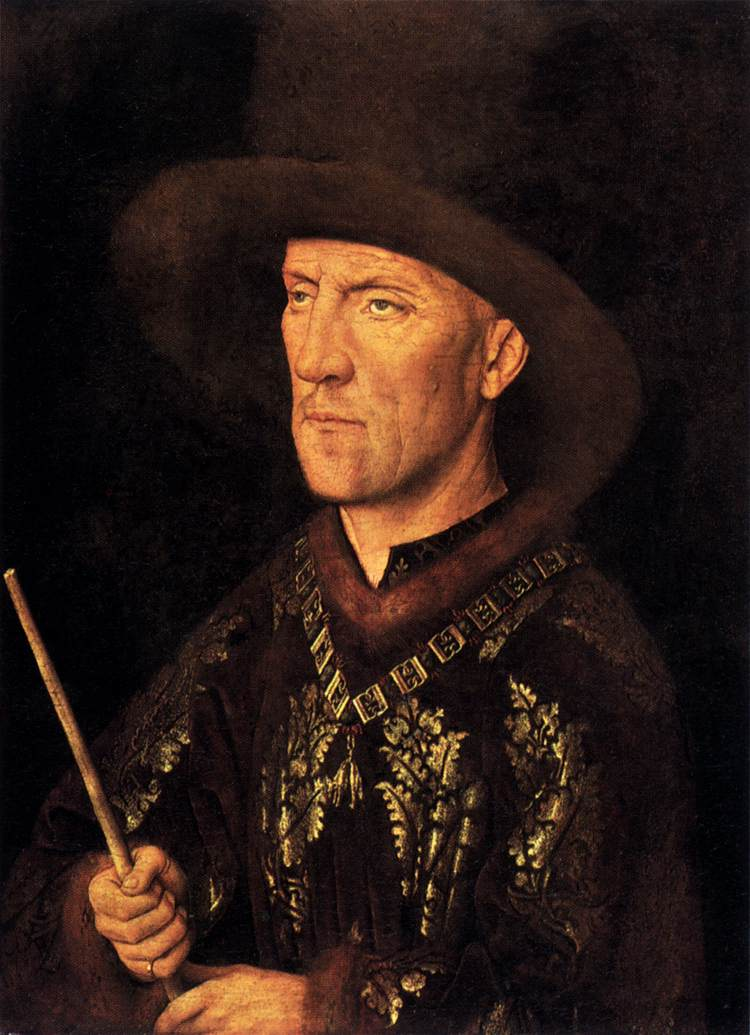
Portret van Boudewijn van Lannoy door Van Eyck

Boudewijn I van Lannoy, bijgenaamd de Stotteraar (le Bègue) (Hénin-Beaumont, rond 1388 - Huppaye, 1474) was een edelman in de Bourgondische Nederlanden.
Boudewijn was de zoon van Guibert van Lannoy en Catherina van Molenbaix. Hij was een tijdlang gouverneur van Rijsel. Hij was een raadgever en kamerheer van de Bourgondische hertog en hij reisde in 1428 in opdracht van Filips de Goede naar Portugal met het oog op een mogelijk huwelijk met Isabella. Hij was ook ambassadeur namens Filips de Goede aan het hof van de Engelse koning Hendrik V. Hij behoorde tot de eerste 24 ridders in de Orde van het Gulden Vlies. Later, tussen 1438 en 1440, werd zijn portret geschilderd door Jan van Eyck met de halsketting met het Gulden Vlies.
Hij huwde met Adrienne van Berlaymont en werd als heer van Molenbaix opgevolgd door zijn zoon Boudewijn II.

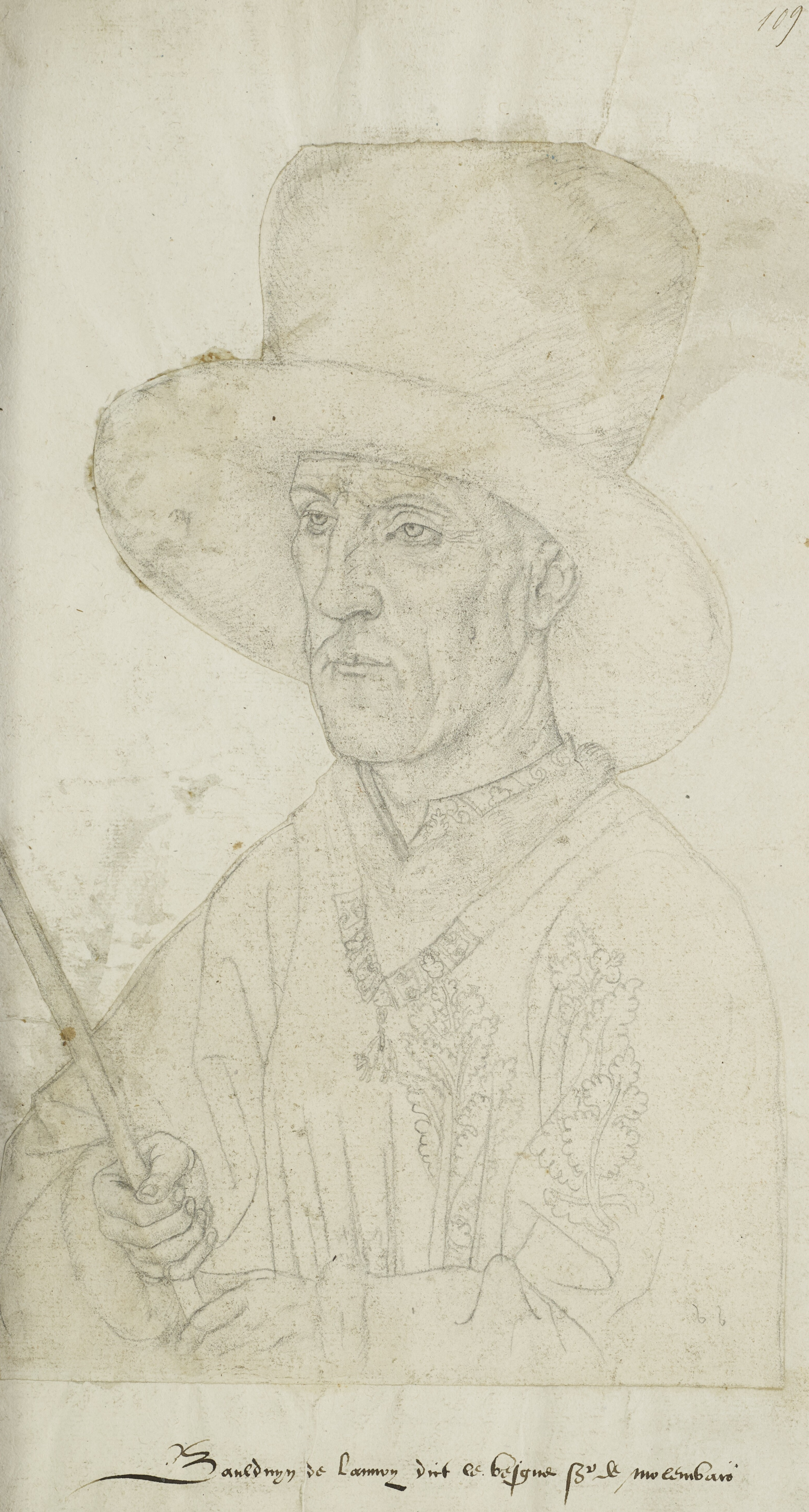
Boudewijn van Lannoy
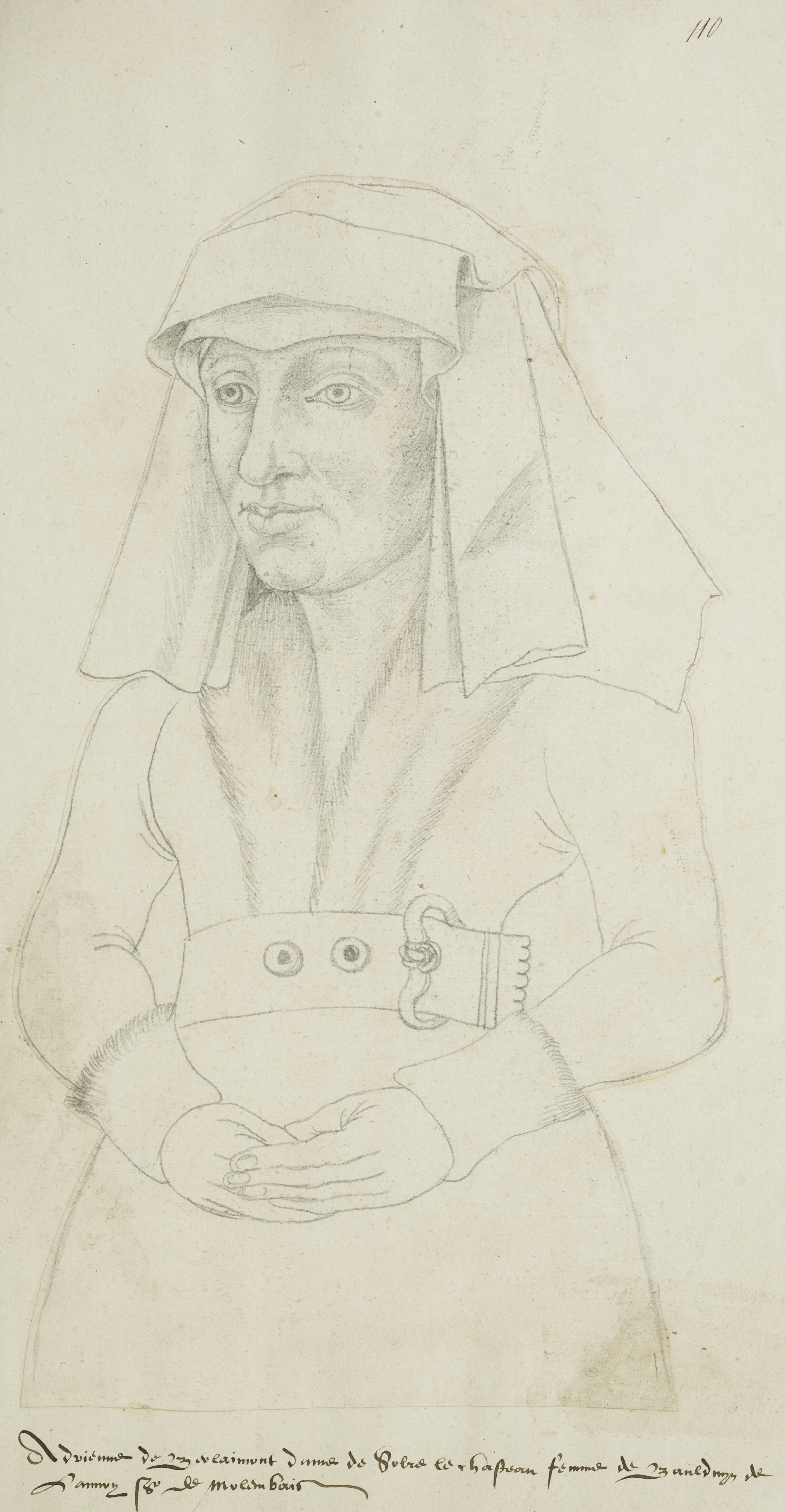
Adrienne van Berlaymont
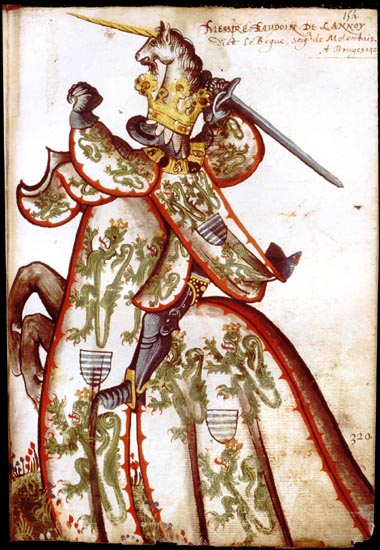
Boudewijn in het Armorial équestre Toison d'or
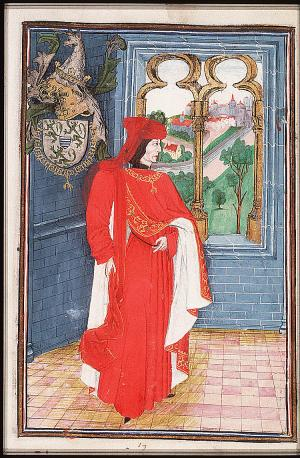